# مت شولتز
مت شولتز (انگلیسی: Matt Schulze؛ زادهٔ ۳ ژوئیهٔ ۱۹۷۲) یک نوازنده، و هنرپیشه اهل ایالات متحده آمریکا است.
از فیلم‌ها یا برنامه‌های تلویزیونی که وی در آن نقش داشته است می‌توان به سریع و خشمگین، سریع و خشمگین ۵، آقای بروکس، ترانسپورتر، پسرها و دخترها و قلب فریبکار اشاره کرد.